# Телекло
Телекло (на старогръцки: Τήλεκλος, Teleklos) в гръцката митология е цар на Спарта от династията Агиди ок. 825 – 785 пр.н.е. и син на цар Архелай.
Той става цар след смъртта на баща си и управлява 40 години. Той завладява множество градове. Той е убит при посещение на един храм на Артемида Лимнаи от месенийците. В Спарта му построяват един Heroon.
След него цар става син му Алкамен.